# معروف الرصافی
معروف الرصافی (انگلیسی: Maruf al Rusafi؛ زاده ۱۸۷۵ – درگذشته ۱۶ مارس ۱۹۴۵) شاعر، مربی آموزشی، محقق ادبی اهل عراق بود.
معروف الرصافی در سال ۱۸۷۵ در بغداد، از پدری کُرد و مادری ترکمان به دنیا آمد. قرآن را از حفظ نمود. وارد مدرسه نظامی شد اما به زودی از مدرسه نظام انصراف داد. وی به مدارس علمی در بغداد روی آورد. به مدت ۱۲ سال در محمود شکری الآلوسی تحصیل نمود. در سال ۱۹۲۴ بازرس زبان عربی در وزارت معارف عراق و هم استاد دانشسرای عالی بغداد گشت. سپس در سال ۱۹۲۸ از شغل خود استعفا دادو به مدت ۸ سال نماینده مجلس عراق شد. بعد از پایان این دوره ۸ ساله از کار کنار کشید. وی در ۱۶ مارس ۱۹۴۵ درگذشت.